# Bogdan Voinea Marinescu
Bogdan Voinea Marinescu (n. 24 noiembrie 1944) este un fost deputat român ales în legislatura 1992-1996 pe listele PD. Bogdan Voinea Marinescu a fost ales 
senator român în legislatura 1996-2000, în Municipiul București, pe listele PD. În cadrul activității sale în legislatura 1996-2000, Bogdan Voinea Marinescu a fost membru în grupurile parlamentare de prietenie cu Regatul Belgiei și Republica Guineea.